# 金安路
金安路为中国北京市门头沟区东部的一条道路，长安街西延长线的一部分，东端通过新首钢大桥至首钢东门与石景山路相连。该道路于2019年9月29日与新首钢大桥同步开通。